# وادي زغبه
وادي زغبه أو وادي المزاغيب، هو إحدى كبار أودية الجنوب في منطقة جازان في المملكة العربية السعودية، يبلغ طول الوادي 2 كم، ويمتد من شمال جازان.

## أهمية جغرافية
يكثر في فصل الربيع الأمطار لهذا الوادي، وهو مزدهر بالأشجار والنباتات لذا هناك الكثير من المزارعين والرعاة يفضلون هذا الوادي عن غيره.